# Liste der Burgwälle in Mecklenburg-Vorpommern
Diese Liste führt prähistorische sowie früh- und hochmittelalterliche Burgwälle in Mecklenburg-Vorpommern auf.

## Landkreis Ludwigslust-Parchim
- Burgwall Crivitz
- Burg Dobin, am Schweriner See (geogr. Lage: 53° 44′ 45,0″ N, 011° 29′ 52,0″ O)
- Grot Barg, Burgwall beim Grot Barg, Gemeinde Blankenberg in der Nähe des Glammsees (geogr. Lage: 53° 47′ 21,0″ N, 011° 41′ 51,2″ O)
- Burgwall Groß Görnow
- Archäologisches Freilichtmuseum Groß Raden, rekonstruierter Burgwall aus dem 9./10. Jahrhundert (geogr. Lage: 53° 44′ 12,0″ N, 011° 52′ 41,0″ O)
- slawischer Burgwall Plau am See, Ortsteil Quetzin
- Langhagensee, Burgwall am Langhagensee bei Neu Poserin (geogr. Lage: 53° 35′ 40,4″ N, 012° 12′ 24,9″ O)
- Nedderborg, Burgwall bei Besitz zwischen dem Burgsee und dem Fluss Sude aus dem 11./12. Jahrhundert (geogr. Lage: 53° 20′ 06,9″ N, 010° 51′ 14,8″ O)
- Burgwall Rieckenhagen, südlich des Dobbertiner Sees (geogr. Lage: 53° 36′ 07,7″ N, 012° 02′ 39,1″ O)
- Ruest, Burgwall bei Ruest, Gemeinde Mestlin (geogr. Lage: 53° 36′ 48,1″ N, 011° 56′ 50,6″ O)
- Burgwall Woseriner See, Burgwall auf einer Halbinsel im Holzsee, Gemeinde Borkow (geogr. Lage: 53° 39′ 37,3″ N, 012° 01′ 24,6″ O)

## Landkreis Mecklenburgische Seenplatte
- Burgwall Demmin (Alte Schanze)
- Burgwall Bacherswall (geogr. Lage: 53° 27′ 24,0″ N, 013° 09′ 30,0″ O)
- Burgwall Altentreptow (geogr. Lage: 53° 41′ 30,1″ N, 013° 15′ 10,9″ O)
- Burgwall Beestland
- Burgwall Clausdorf
- Burgwall Dargun
- Burgwall Penzlin (Englischer Garten) (geogr. Lage: 53° 29′ 30,5″ N, 013° 05′ 31,9″ O)
- Burgwall Feldberg
- Burgwall Gädebehn
- Burgwall Ganschendorf
- Burgwall Glienke
- Burgwall Groß Below
- Burgwall Hungerstorf
- Burgwall Jatzke
- Burgwall Kastorf (Kastorfer See)
- Burgwall Klempenow
- Burgwall Laschendorf
- Burgwall Malchin
- Burgwall Möllenhagen
- Burgwall Mölln
- Burgwall Neu-Kentzlin
- Burgwall Pleetz
- Burgwall Quadenschönfeld
- Burgwall Räuberberg (Kletzin)(geogr. Lage: 53° 56′ 11,0″ N, 013° 03′ 54,0″ O)
- Burgwall Schossow
- Burgwall Tüzen
- Burgwall Utzedel
- Burgwall Wildberg (Kastorfer See)
- Burgwall Wittenborn
- Burgwall Zislow, slawische Höhenburg aus dem 9. Jahrhundert (geogr. Lage: 53° 26′ 35,0″ N, 012° 19′ 10,0″ O)
- Burgwallinsel (Kastorfer See)
- Burgwall Waren (Feisnecksee) (geogr. Lage: 53° 29′ 43,1″ N, 012° 42′ 23,5″ O)
- Burgwall Fischerinsel (Wustrow)
- Burgwall Lapitz (Fischerwall)
- Burgwall Penzlin (Grapenwerder)
- Burgwall Hanfwerder
- Burgwall Demmin (Haus Demmin)
- Burgwall Wolkow (Hoher Wall) (geogr. Lage: 53° 53′ 57,6″ N, 012° 57′ 09,4″ O)
- Burgwall Ravensburg (geogr. Lage: 53° 34′ 24,6″ N, 013° 18′ 49,7″ O)
- Burgwall Wolkow (Weißer Wall) (geogr. Lage: 53° 53′ 20,5″ N, 012° 59′ 42,3″ O)
- Ahrensberg, auf einer Halbinsel im Drewensee, südlich von Ahrensberg (geogr. Lage: 53° 15′ 20,4″ N, 013° 02′ 03,5″ O)
- Thüren, vermutlicher Burgwall an der Nordbucht der Thüren (geogr. Lage: 53° 17′ 15,2″ N, 012° 42′ 36,8″ O)
- Tralowsee, rechteckiger Burgwall am Südteil der Thüren aus dem 7. bis 10. Jahrhundert (geogr. Lage: 53° 16′ 43,2″ N, 012° 42′ 00,1″ O)
- Wallberg jungslawischer Burgwall bei Tutow (geogr. Lage: 53° 54′ 30,7″ N, 013° 15′ 26,0″ O)

## Landkreis Nordwestmecklenburg
- Ilenburg (geogr. Lage: 53° 57′ 13,2″ N, 011° 39′ 01,2″ O)
- Klein Trebbow, auf dem Schlossberg südlich von Klein Trebbow (geogr. Lage: 53° 42′ 06,0″ N, 011° 23′ 02,9″ O)
- Neuburg (Mecklenburg) (geogr. Lage: 53° 56′ 44,0″ N, 011° 35′ 06,0″ O)
- Mecklenburg (geogr. Lage: 53° 50′ 14,0″ N, 011° 28′ 16,0″ O)

## Landkreis Rostock
- Burgwall Altkalen (geogr. Lage: 53° 53′ 48,5″ N, 012° 44′ 37,2″ O)
- Burgwall Behren-Lübchin (geogr. Lage: 53° 02′ 10,7″ N, 012° 39′ 05,8″ O)
- Dolgener See, bei Dolgen am See, Burgwall auf einer Halbinsel im Dolgener See (geogr. Lage: 53° 56′ 53,9″ N, 012° 14′ 36,4″ O)
- Groß Wokern Burgwall bei Groß Wokern (geogr. Lage: 53° 44′ 36,5″ N, 012° 29′ 01,0″ O)
- Lieper Burg bei Thelkow (geogr. Lage: 54° 03′ 25,5″ N, 012° 33′ 11,6″ O)
- Burgwall Neu Nieköhr
- Burgwall Schlemmin
- Burgwallinsel Teterow (geogr. Lage: 53° 47′ 34,0″ N, 012° 35′ 56,0″ O)

## Landkreis Vorpommern-Greifswald
- Burgwall Tutow (Alte Stadt)
- Auerose, zerstörter Burgwall Auerose am Zusammenfluss von Pötterbeck und Flottbeck, noch 1616 als Burgwall benannt (geogr. Lage: 53° 49′ 04,4″ N, 013° 47′ 00,9″ O)
- Burgwall Gützkow
- Burgwall Janow
- Burgwall Hohenbüssow
- Stolzenburg (Schlossberg), Burganlage am Darschkowsee in der Nähe von Stolzenburg (geogr. Lage: 53° 31′ 22,9″ N, 013° 54′ 54,1″ O)
- Burgwall Rothemühl (geogr. Lage: 53° 33′ 45,0″ N, 013° 47′ 44,0″ O)
- Retziner Burgwall (geogr. Lage: 53° 26′ 15,0″ N, 014° 13′ 48,0″ O)
- Wüstung Guttin (geogr. Lage: 54° 06′ 50,0″ N, 013° 12′ 40,0″ O)
- Wüstung Gardist (geogr. Lage: 54° 09′ 48,4″ N, 013° 16′ 53,7″ O)

## Landkreis Vorpommern-Rügen
- Barth I ehemalige Burganlage im Süden von Barth, um 1159 vermutlich erwähnt. (geogr. Lage: 54° 21′ 32,8″ N, 012° 43′ 36,6″ O)
- Barth II ehemalige Burganlage im Nordwesten von Barth (Borgwallstraße). (geogr. Lage: 54° 22′ 28,9″ N, 012° 43′ 04,1″ O)
- Burgwall Garz/Rügen (geogr. Lage: 54° 18′ 51,0″ N, 013° 20′ 50,0″ O)
- Schloßberg in Ahrenshagen-Daskow, kleine Wallburg aus dem 9. Jahrhundert auf dem Schloßberg bei Pantlitz (geogr. Lage: 54° 13′ 22,5″ N, 012° 32′ 52,4″ O)
- Kucksdorfer Burg in Dettmannsdorf an der Recknitz an der Grenze zu Redderstorf (geogr. Lage: 54° 05′ 27,2″ N, 012° 48′ 50,7″ O)
- Drechow in Drechow an der Blinden Nebel (geogr. Lage: 54° 08′ 56,1″ N, 012° 38′ 00,2″ O)
- Hertesburg auf Zingst am Prerowstrom (geogr. Lage: 54° 26′ 20,4″ N, 012° 36′ 59,6″ O)
- Nehringen bei Nehringen an der Trebel, Wachturm, Bergfried? und Fangelturm (geogr. Lage: 53° 59′ 47,1″ N, 012° 50′ 08,3″ O)
- Bobbin, Tempel- und vermutlich auch Burganlage bei Bobbin (geogr. Lage: 54° 33′ 01,0″ N, 013° 31′ 39,4″ O)
- Charenza, bei Venz in der Gemeinde Trent (Rügen) (geogr. Lage: 54° 30′ 07,0″ N, 013° 19′ 00,0″ O)
- Gobbin, südwestlich von Gobbin, Burgwall vom 10. bis 12. Jahrhundert (geogr. Lage: 54° 20′ 24,2″ N, 013° 38′ 13,9″ O)
- Herthaburg nahe der Stubbenkammer im Nationalpark Jasmund (geogr. Lage: 54° 34′ 13,0″ N, 013° 38′ 56,0″ O)
- Jaromarsburg, Kap Arkona (geogr. Lage: 54° 40′ 35,8″ N, 013° 26′ 13,0″ O)
- Rugard bei Bergen auf Rügen (geogr. Lage: 54° 25′ 04,0″ N, 013° 26′ 48,0″ O)